# Crateri di Proteo
Segue una lista dei crateri d'impatto presenti sulla superficie di Proteo. La nomenclatura di Proteo è regolata dall'Unione Astronomica Internazionale; la lista contiene solo formazioni esogeologiche ufficialmente riconosciute da tale istituzione.
I crateri di Proteo porteranno i nomi di divinità e spiriti collegati all'acqua. Fa eccezione il primo cratere censito che rimanda ad un luogo collegato al mito di Proteo. 
Proteo è stato finora raggiunto unicamente dalla sonda Voyager II. I dati raccolti durante il fly-by non sono stati sufficienti a determinare coordinate e dimensioni delle caratteristiche superficiali per cui l'IAU identifica le caratteristiche tramite mappe fotografiche in attesa che ulteriori missioni forniscano dati più precisi.

## Prospetto
| Cratere | Eponimo                                                                            | Latitudine | Longitudine | Diametro |
| ------- | ---------------------------------------------------------------------------------- | ---------- | ----------- | -------- |
| Pharos  | Faro - L'isola dove Proteo regnava e dove fu poi edificato il Faro di Alessandria. | n.d.       | n.d.        | n.d.     |